# Mauricio Espata
Mauricio Espata (en albanés: Muriq Shpata; fl. 1399-1414) fue el gobernante de Arta desde finales de 1399 o principios de 1400 hasta su muerte en 1414 o 1415. El reinado de Mauricio estuvo dominado por sus guerras con Carlo I Tocco. Pudo defender su capital de Arta, pero a pesar de algunas victorias no pudo evitar la caída de Ioánina ante Tocco. Como resultado, su hermano Yaqub Espata que lo sucedió fue derrotado en octubre de 1416, lo que puso fin al Despotado de Arta.

## Biografía
Mauricio era un descendiente de la familia albanesa Espata. Fue nieto de Juan Espata, el primer gobernante de Arta. Tenía un hermano, Yaqub Espata, y dos medios hermanos del segundo matrimonio de su madre, Carlos Marquesano y Maddalena. Poco antes de que Juan muriera el 29 de octubre de 1399, nombró a su hermano, Esguro Espata, gobernante de Naupacto, como señor de Arta. Sin embargo, unos días después de que Esguro se hiciera cargo de Arta, la ciudad fue capturada por el aventurero Vonko. Mientras Esguro huyó a Angelokastro poco tiempo después, posiblemente ya en diciembre de 1399, Mauricio logró desalojar a Vonko de Arta y asumió el gobierno de la ciudad.

Mapa de los Balcanes meridionales y Anatolia occidental en 1410. Los territorios otomanos y turcos están marcados en tonos de marrón, el territorio bizantino en rosa, las áreas venecianas y de influencia veneciana en verde y otros principados latinos en azul.

En 1402 o 1403, Mauricio acudió en ayuda de Esguro cuando este último fue sitiado en Angelokastro por las fuerzas de Carlo I Tocco. El ataque, bajo el mando del general Galasso Peccatore de Carlo, fue rechazado, pero Esguro murió poco después, dejando sus posesiones a su hijo Pablo Espata. En sus campañas contra los Espata, Tocco fue apoyado por un clan albanés rival, los hermanos Mauricio y Dimo Bua. En 1406, Carlo y los hermanos Bua unieron fuerzas para atacar y devastar Acarnania y las cercanías de Arta, pero la ciudad misma, defendida con firmeza por Maurice Espata, resistió. En Angelokastro, sin embargo, Pablo Espata, que carecía de la habilidad de su padre, se sintió amenazado por el avance de Tocco y en 1406 pidió la ayuda de los turcos otomanos. Sin embargo, el ejército otomano, bajo el mando de Yusuf Bey, fue derrotado y los turcos partieron después de llegar a un acuerdo con los Tocco. Como Mauricio se negó a acudir en ayuda de su primo, Pablo cedió Angelokastro a los otomanos (solo para que Carlo Tocco lo capturara en menos de un año) y se retiró a Naupacto, que vendió a Venecia en 1407 o 1408.
Para contener a Tocco, Mauricio se dirigió a su vecino del norte, el déspota de Ioánina, Esaú Buondelmonti. Las relaciones entre ellos eran tensas porque Esaú, quien en 1396 había tomado como esposa a Irene, la madre de Mauricio, se había divorciado de ella en 1402 para casarse con Jevdokija Balšić. Sin embargo, la amenaza común unió a los dos, y hacia 1410, se concluyó una alianza entre ellos, sellada por el matrimonio de la hija de Mauricio con el hijo de Esaú, Jorge Buondelmonti. La guerra entre Mauricio y Carlo Tocco fue una guerra de incursiones y contraataques, marcada por batallas que terminaron ahora en derrota y ahora en victoria, con treguas intermitentes selladas por alianzas matrimoniales, como cuando Carlos Marquesano se casó con una hija natural de Carlo Tocco. Fue con motivo de este último, que se celebró en Rogí, que Mauricio y sus invitados fueron informados de la muerte de Esaú el 6 de febrero de 1411. Este evento desencadenó una contienda entre Tocco y los señores albaneses para asegurar la posesión de Ioánina dejado en manos del infante Jorge y su madre, para ellos mismos. Los habitantes de Ioánina jugaron el papel principal en los desarrollos posteriores, quienes pronto depusieron a Jevdokija Balšić y Jorge. Aliado con el señor de Gjirokastra, Juan Zenevisi, Mauricio sitió sin éxito la capital epirota dos veces y saqueó sus alrededores. Los habitantes de Ioánina, que se oponían rotundamente a la idea de tener un gobernante albanés o serbio sobre ellos, optaron por entregar su ciudad a Tocco, quien entró triunfalmente en la ciudad el 1 de abril.
Este evento consolidó el pacto entre Mauricio y Zenevisi, que fue confirmado por otra alianza matrimonial entre la hija de Mauricio y el hijo de Zenevisi, Simón. Los dos señores albaneses estaban dispuestos a negociar con Tocco, pero este último, animado por su éxito, lanzó incursiones contra ambos territorios. Como resultado, Mauricio y Zenevisi enviaron llamamientos a los miembros de su clan, y un gran ejército albanés se enfrentó y casi aniquiló al ejército de Tocco en una batalla librada en Cranea en el distrito de Mesopotam, en la primavera o el verano de 1412. Los albaneses victoriosos marcharon hacia las murallas de Ioánina, pero nuevamente no pudieron tomar la ciudad. A finales de 1412 o principios de 1413, Carlo Tocco se vio obligado a recurrir a los turcos en busca de apoyo, organizando el matrimonio de una de sus hijas naturales con Musa Çelebi, uno de los príncipes otomanos que luchaban por el sultanato durante el Interregno otomano. La alianza alivió la posición de Tocco, pero Musa fue derrotado y muerto a finales de año por su hermano, Mehmed I. Al mismo tiempo, Mauricio concluyó una alianza con el rival italiano de Tocco en Morea, el príncipe de Acaya Centurión II Zaccaria. El medio hermano de Mauricio, Carlos, que había sido nombrado gobernador de Riniasa, intentó pasarse al bando de Tocco, pero fue detenido por los magnates locales y entregado a Mauricio. Un escándalo que involucró al hijo de Zenevisi y un yerno de Mauricio llevó a una disputa entre los dos gobernantes albaneses y al colapso de su alianza. Tocco se movió rápidamente para ganarse a Zenevisi y llegar a la paz con este. Mauricio murió en 1414 o 1415, y fue sucedido por su hermano mayor, Yaqub Espata, en Arta, mientras que Carlos Marquesano fue nombrado gobernador de Rogí. Los sucesores de Mauricio demostraron ser incapaces de resistir los asaltos de Tocco, sin embargo, y en octubre de 1416, Yaqub fue capturado y asesinado en una emboscada. Arta se rindió, poniendo fin a la era del dominio albanés en la zona.

## Descendencia
Desde su matrimonio con Nerata, una mujer serbia, se sabe que Mauricio tuvo varias hijas anónimas, generalmente consideradas tres:
- una hija que se casó con Jorge Buondelmonti
- una hija que se casó con Simón Zenevisi, señor de Strovilo
- una hija que se casó, después de la muerte de Mauricio, con Carlo II Tocco

Karl Krumbacher cree que la primera hija se casó con Jorge, un hijo de «Jorge Balšić y Eudokia».